# 遠藤正介
遠藤 正介（えんどう しょうすけ、1921年〈大正10年〉1月12日 - 1977年〈昭和52年〉5月4日）は、日本の実業家。妻は、遠藤マツ子。遠藤周作は、実弟。ペンネームは吹田紀夫。

## 来歴・人物
鳥取県生まれ。1926年、父常久の転勤（第三銀行から安田銀行）で、一家で満洲関東州大連に移る。1935年6月23日、カトリック夙川教会聖テレジア大聖堂で主任司祭永田辰之助神父より兄弟で受洗。1933年、旧制灘中学校に入学。四修で第一高等学校に合格。1942年に東京帝大法学部を卒業し逓信省へ入省、1971年に電電公社理事、1973年に総務理事に就任。1977年2月に田村電機製作所社長に内定。趣味は、ゴルフ、観劇。
前年の1976年3月に田村電機製作所の創業者、田村邦夫社長が死去して以来、社長の座が空席のままで、2月に電電公社の遠藤正介前総務理事の社長就任を内定していたが、その正介も5月上旬に急死、後任候補の派遣を電電公社に要請する事態となった。
東京都府中市のカトリック墓地中央に配された白亜のビエタ像の右手奥、区画番号46号に、母遠藤郁とともに埋葬。後に、周作も埋葬された。
1941年4年、弟周作が上智大学予科甲類（ドイツ語クラス）に入学する際に、郁が学費支給者となり、正介は保証人となる。
ダイヤルサービス社長の今野由梨は、電電公社に情報料の代理徴収を依頼するため交渉に出かけていき、たらい回しにされた挙げ句、最後の最後に出てきた正介（当時は、営業局長）に、「うちの大事な回線をパンクさせたのはお前か！ 女は家に帰って子どもでも産んでろ！」と面罵されたという。一方で、懐のある人物であり、これはwin-winの取引なのだと唱え続けて一歩も引かない今野に、電電公社の幹部を集めて講演することを提案してくれた、という。